# Леман, Христоф
Христоф Леман, или Кристоф Леман (нем. Christoph Lehmann, лат. Christophorus Lehmannus; 1568 или 1570, Финстервальде — 20 января 1638, Хайльбронн) — немецкий хронист, автор летописи города Шпайера.
Хроника Лемана (1612, 2 изд. 1662, 3 изд. доп. 1678) включает не только события, касающиеся Шпайера, но и другие, более общего значения. Для своей хроники Леман пользовался городским архивом и нередко приводил выдержки из императорских, папских и епископских грамот, из договоров и актов. Доведена хроника до правления Максимилиана I, носившего в 1508—1519 годах императорскую корону. Критический обзор хронике дал немецкий историк Франц фон Вегеле в «Geschichte der deutschen Historiographie» (стр. 403—404).
Христоф Леман составил также сборник высказываний «Florilegium politicum» (флорилегии — средневековые сборники выписок, наподобие древнегреческих антологий).